# Ircinia irregularis
Ircinia irregularis är en svampdjursart som först beskrevs av Polejaeff 1884.  Ircinia irregularis ingår i släktet Ircinia och familjen Irciniidae. Inga underarter finns listade i Catalogue of Life.